# Щоденник (роман)
«Щоде́нник» (2003, 272 сторінки у першому виданні) — роман Чака Поланіка. Сюжет розгортається навколо Місті Вілмот, колись багатообіцяючої молодої художниці, яка зараз забагато п'є і працює офіціанткою в готелі. Її чоловік, підрядчик, знаходиться у комі після спроби самогубства, і його клієнти погрожують Місті судовими позовами через серію бридких послань, які вони виявили на стінах будинків, що той реконструював.
Раптом до Місті повертається художній талант. Спантеличена припливом натхнення, скоро вона виявляє, що є пішаком у великій змові, яка загрожує сотням людських життів.
Щоденник мало підпадає під визначення жанру сучасних романів жахів, надаючи перевагу психологічним трюкам зі страхом і чорному гуморові, і майже не використовуючи насильство та шокову тактику як засіб жахання читача.

## Основні віхи сюжету
Щоденник написано у формі «щоденника коми» Місті Мері Уїлмот, оскільки її чоловік лежить непритомний у лікарні після спроби самогубства. Колись вона вивчала мистецтво, мріючи про творчість і свободу; тепер, вийшовши заміж за Пітера, вона змушена працювати в готелі на острові Вейтенсі. Пітер, як виявляється, ховає у відновлюваних ним будинках потаємні кімнати і видряпує на стінах бридкі повідомлення — давня звичка будівельників, та шалено перебільшена у цьому випадку. Злі власники будинків подають на нього один за одним позови до суду, і мрії Місті про славу художниці руйнуються. Та потім, одержима духом Маури Кінсейд, вигаданої художниці XIX століття, Місті починає писати картини знову.
Місті виявляє, що острів'яни, в тому числі і батько її чоловіка (раніше вважався мертвим), задіяні у змові, що повторюється кожні 3 покоління. Молода художниця (у цьому випадку — Місті) заманюється на острів магічними старими коштовностями, вагітніє і народжує дітей. Протягом середніх років її життя її чоловік помирає, помирають і її діти, що виливається у хвилю творчості, плоди якої не подобаються аудиторії. Потому острів'яни створюють виставку її творів у місцевому готелі, де спалахує пожежа. Її почала дочка Місті, що виявилася живою. Усі люди, що були в готелі, гинуть у вогні через їхнє незадоволення. Результатом є виплата значної страхової суми, яка дає змогу вцілілим острів'янам жити безбідно протягом ще трьох поколінь, доки не знайдеться ще одна молода художниця. Пітер, чоловік Місті, намагався попередити Місті про цю змову через ті послання на стінах, а його спроба самогубства насправді була спробою вбити його.